# Ditylus lienharti
Ditylus lienharti es una especie extinta de coleóptero de la familia Oedemeridae que vivió en el Oligoceno de Francia.